# Wilhelm Faxe
Wilhelm Faxe, född 18 maj 1767 i Kvistofta prästgård i Skåne, död 22 september 1854 i Lund, var en svensk biskop.
Han blev 1782 student vid Lunds universitet, 1787 filosofie magister, 1788 docent i latin och 1791 notarie i Lunds domkapitel. Samma år kallades han till docent i teologi och prästvigdes 1793. År 1800 utnämndes han till adjunkt i grekiska och österländska språk, en befattning som han behöll, även när han 1804 blev kyrkoherde i Södervidinge och Annelövs pastorat i Lunds stift. År 1809 blev han professor i teologi samt seminariedirektor och utnämndes till teologie doktor samma år. År 1811 blev han biskop i Lunds stift och prokansler. Dessa ämbeten behöll han till sin död.
Faxe var gift två gånger, från 1795 med Agneta Sophia Lindman (1770 - 1805), från 1806 med Helena Johanna Billberg (1773 - 1845).
Faxe var även från 1843 och till sin död ålderman i Sankt Knuts Gille i Lund.
Esaias Tegnér, som vistades mycket hos Faxe, skrev flera dikter till honom och hans hustru.
Den 10 november 1829 blev Faxe hedersledamot av Kungliga Vitterhets Historie och Antikvitets Akademien.